# Jakobsthal (Heigenbrücken)

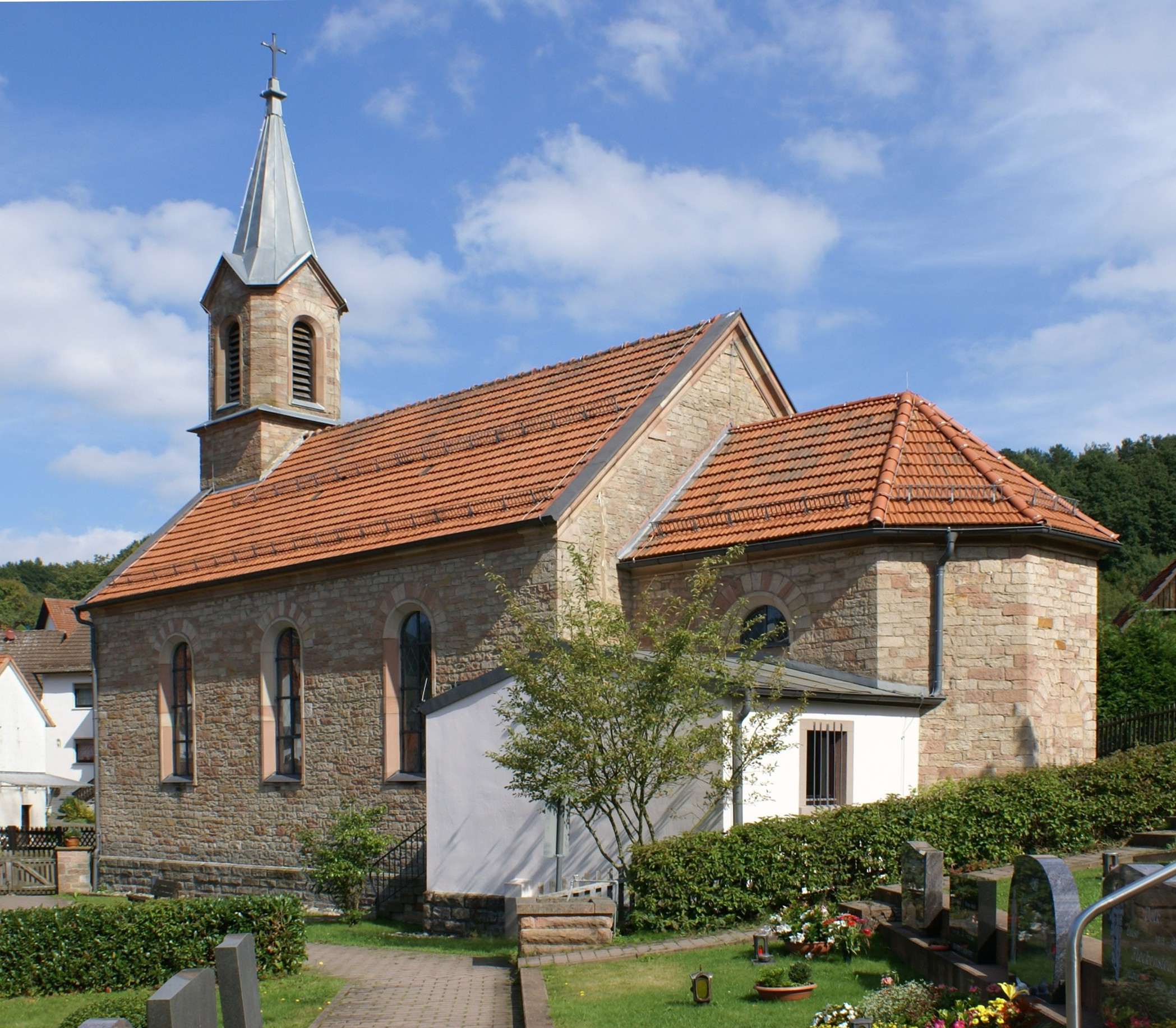
Herz Jesu Kirche in Jakobsthal

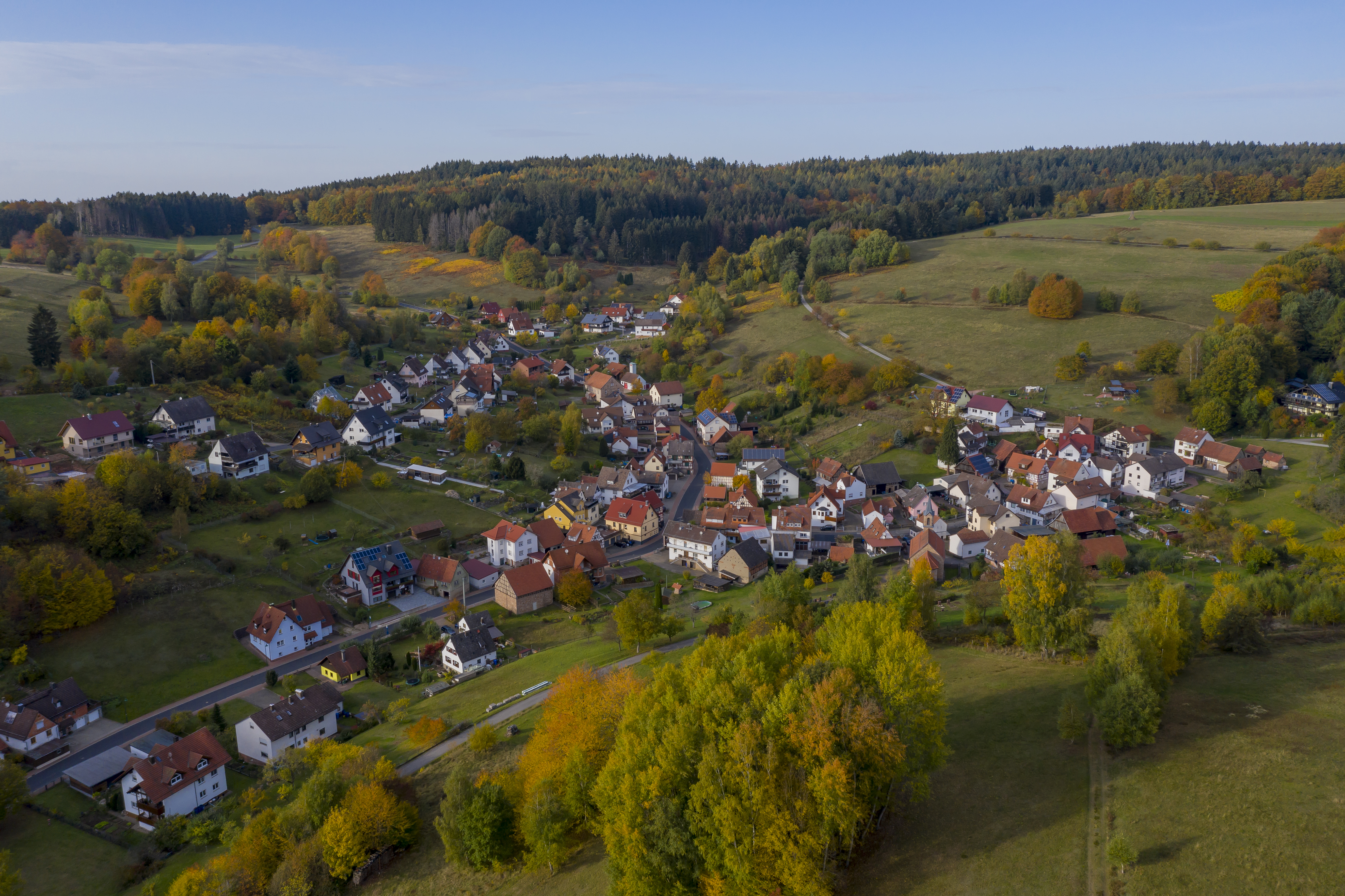
Jakobsthal im Herbst 2020

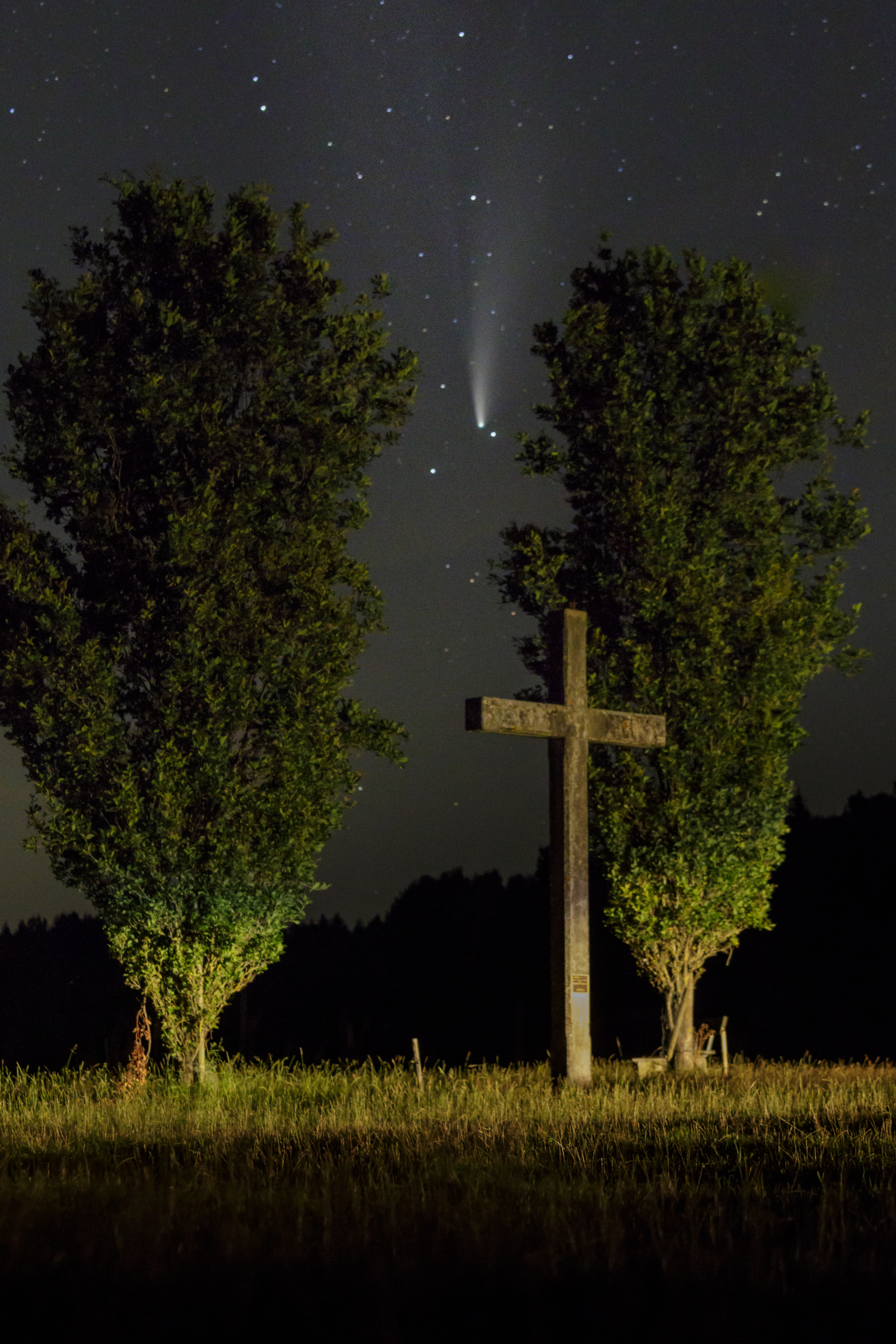
Kreuz oberhalb des Ortes mit Komet Neowise

Jakobsthal ist ein Gemeindeteil der Gemeinde Heigenbrücken im unterfränkischen Landkreis Aschaffenburg in Bayern.

## Geographie
Das Kirchdorf Jakobsthal liegt im bayerischen Spessart zwischen Heinrichsthal, Schöllkrippen und Heigenbrücken im Hasselbachtal. Oberhalb des Ortes befindet sich seit 1969 die Skiliftanlage am Engländer. Der topographisch höchste Punkt der Dorfgemarkung befindet sich westlich des Ortes an der Steigkoppe mit 493 m ü. NHN, der niedrigste liegt am Lohrbach auf 310 m ü. NHN.

### Nachbargemarkungen
Folgende Gemarkungen grenzen an das Ortsgebiet von Jakobsthal:
|                                         |                                             |                                                                 |
| Sailaufer Forst (gemeindefreies Gebiet) | Kompassrose, die auf Nachbargemeinden zeigt | Heinrichsthal und Heinrichsthaler Forst (gemeindefreies Gebiet) |
|                                         | Heigenbrücken                               |                                                                 |

## Geschichte
Die Mainzer Kurfürsten holten im 15. Jahrhundert die ersten Glasmacher aus Böhmen und Flandern heran. Im Jahre 1636 tauchte erstmals der Name des Meisters einer Glashütte in dieser Region auf, Heinrich Fleckenstein von der Glashütte im Wollersbuch. 1639 wurde ein weiterer Hüttenmeister genannt, Jacob Fleckenstein. Aus einem Rechnungsbuch von 1652 geht hervor, dass Heinrich und Jacob Brüder waren. Im Jahre 1664 wurden zum ersten Mal die beiden Ortsnamen Heinrichs grundt undt Jacobs thael als Lagebezeichnung genannt. Da die  Glashütte Jakobsthal hauptsächlich Glasknöpfe herstellte, wurde sie im Volksmund Knöpphütte genannt. 1648 ließ der Glasmachermeister diesen Namen eintragen.
Als Teil des Erzstifts Mainz fiel Jakobsthal in der Säkularisation 1803 an das neugebildete Fürstentum Aschaffenburg des Fürstprimas von Dalberg. Danach lag Jakobsthal in der Districtsmairie Rothenbuch des Departements Aschaffenburg im Großherzogtums Frankfurt. 1812 hatte es 35 Feuerstellen und 203 Einwohner. Maire war Johann Kunkel, seine Adjunkte hießen Johann Adam Bachmann und ebenfalls Johann Kunkel. Infolge der Verträge von Paris kam Jakobsthal 1814 zu Bayern und gehörte zunächst zu dem am 1. Oktober 1814 gegründeten Landgericht zweiter Klasse Rothenbuch. Die heutige Gemeinde entstand im Zuge der Verwaltungsreformen in Bayern mit dem Gemeindeedikt von 1818. 
Am 3. September 1858 wurde aus Teilen der Landgerichtsbezirke Alzenau und Aschaffenburg sowie aus den Gemeinden Jakobsthal und Heinrichsthal des Landgerichtsbezirks Rothenbuch das Landgericht Schöllkrippen gebildet. Am 1. Juli 1862 wurde u. a. aus dem Landgericht Schöllkrippen das Bezirksamt Alzenau gebildet. Es wurde am 1. Januar 1939 umbenannt in Landkreis Alzenau in Unterfranken. Mit dessen Auflösung kam Jakobsthal am 1. Juli 1972 in den Landkreis Aschaffenburg. Gleichzeitig wurde Jakobsthal nach Heigenbrücken eingemeindet.

## Sonstiges
- Die Dorfkirche wurde 1881 erbaut.
- Vor 1979 hatte Jakobsthal die Postleitzahl von Schöllkrippen.

## Kurioses
Die Herstellung von Glas-Knöpfen (Knöpp) in der Glas-Hütte (Hött) brachte den Jakobsthalern von den Nachbarorten den Ortsnecknamen "Knöpphötterer" ein.